# آریوالد
آریوالد (انگلیسی: Arioald؛ درگذشت ۱ ژانویهٔ ۰۶۳۶) پادشاه لمبارد ایتالیا از ۶۲۶ تا ۶۳۶ میلادی بود او دوک تورین بود و با دختر آگیلولف ازدواج کرد او پیرو مذهب آریانیسم بود و با کاتولیک‌ها میانه ای نداشت او با حمایت اشراف پادشاه قبلی را برکنار و به پادشاهی رسید. پس از به سلطنت رسیدن همسرش را به اتهام توطئه علیه وی به صومعه فرستاد و آریانیسم را دوباره میان لمباردها ترویج کرد. او با آوارها جنگید که تنها جنگ زمان پادشاهی وی بود.